# مهربانی (فیلم ۱۹۸۲)
مهربانی (به هندی: Meharbaani) فیلمی محصول سال ۱۹۸۲ و به کارگردانی آجیت سینگ دئول است. در این فیلم بازیگرانی همچون درمندرا، نظیر حسین، ساریکا، ناریندرا نات، بیندو، اورمیلا بات، بهارات بوشان ایفای نقش کرده‌اند.